# Die Zirkusgräfin
Die Zirkusgräfin ist ein österreich-ungarisches Stummfilmmelodram aus dem Jahre 1912 mit dem Filmdebütanten Heinrich Eisenbach und Felix Dörmann, der auch das Drehbuch verfasste und möglicherweise auch Regie führte, in den Hauptrollen.

## Handlung
Die Geschichte spielt in einem kleinen Wanderzirkus in Oberösterreich. Hier tritt auch ein einsamer Clown auf, der in einer armseligen Maringotte haust. Seine ganze Liebe gehört der jungen Kunstreiterin Minka, die aufgrund ihrer prachtvollen Erscheinung von allen nur „die Zirkusgräfin“ genannt wird. Zur kleinen Familie des Clowns gehört auch noch ein Töchterchen, das, auf der Landstraße geboren, ihren Vater seit dem Abgang ihrer leiblichen Mutter abgöttisch liebt. Minka, die Geliebte des Clowns, hat derweil eine Mutterrolle übernommen.
Als der kleine Zirkus in einen Ort am malerischen Attersee kommt, um der ländlichen Dorfbevölkerung ein wenig Abwechslung zu bieten, lernt Minka den wohlhabenden Graf Beckenhüller kennen. Der umgarnt sie, und rasch wird Minka ihrem Lebenspartner abtrünnig. Sie zieht auf das gräfliche Schloss und heiratet den Adeligen. Aus der „Zirkusgräfin“ ist eine echte Gräfin geworden. Dem Clown und seiner Tochter bleibt nichts anderes übrig, als sich diesem Schicksal zu ergeben und auf der Landstraße weiterzuziehen. Auch wenn ihm eigentlich zum Weinen ist, muss der Bajazzo in der Manege lachen und die Menschen erfreuen. Als er Jahre später mit dem Zirkus mal wieder in der Nähe des Attersees Halt macht, entdeckt der Clown im Publikum seine einstige Liebe, glücklich an der Seite ihres Grafen. Vom Schmerz gebeutelt, bricht er während der Vorstellung tot zusammen.

## Produktionsnotizen
Die Zirkusgräfin entstand wohl im Spätfrühling/Frühsommer 1912 am Attersee in Oberösterreich und besaß drei Akte, verteilt auf rund 900 Metern Länge. Die Pressevorführung war im August 1912, die Uraufführung im Oktober desselben Jahres.

## Kritiken
Die Kinematographische Rundschau befand: „… wie es Felix Dörmann verstand, die immer alte und immer neue Handlung  lebenswahr und mit tiefer dichterischer Gestaltung auch im Film vorzuführen, zeigt uns, daß dem Librettisten des „Walzertraum“ ein Geist in unsere Kreise eingezogen ist, dem die Kinematographie ihrem künstlerischen Werte nach noch viel zu danken haben wird. (…) In der Rolle des armen Clowns bietet er eine Meisterleistung, die doppelt anerkannt werden muß, da es das erste Mal ist, daß Eisenbach in einem Kinodrama seine schauspielerische Kraft nach dieser Richtung hin zum Ausdruck bringen durfte.“
Der Kinematograph nannte den Streifen ein „packendes Filmdrama“.